# Géographie de la Nièvre
| \| Bazois Morvan Pays de Fours Forterre Nivernais \| Carte topographique et localisation des régions naturelles dans le département |
| Bazois Morvan Pays de Fours Forterre Nivernais                                                                                      |

Le département de la Nièvre se situe dans le centre-est de la France. Il est bordé par le Cher à l'ouest, l'Allier au sud, la Saône-et-Loire au sud-est, la Côte-d'Or au nord-est, l'Yonne au nord et le Loiret au nord-ouest.

## Relief
- Morvan

Carte du relief de la Nièvre

Situé à l’extrémité Est du département, s'y trouve le point culminant de la Nièvre, le Grand Montarnu haut de 857 mètres à Arleuf.

Paysages de la Nièvre :
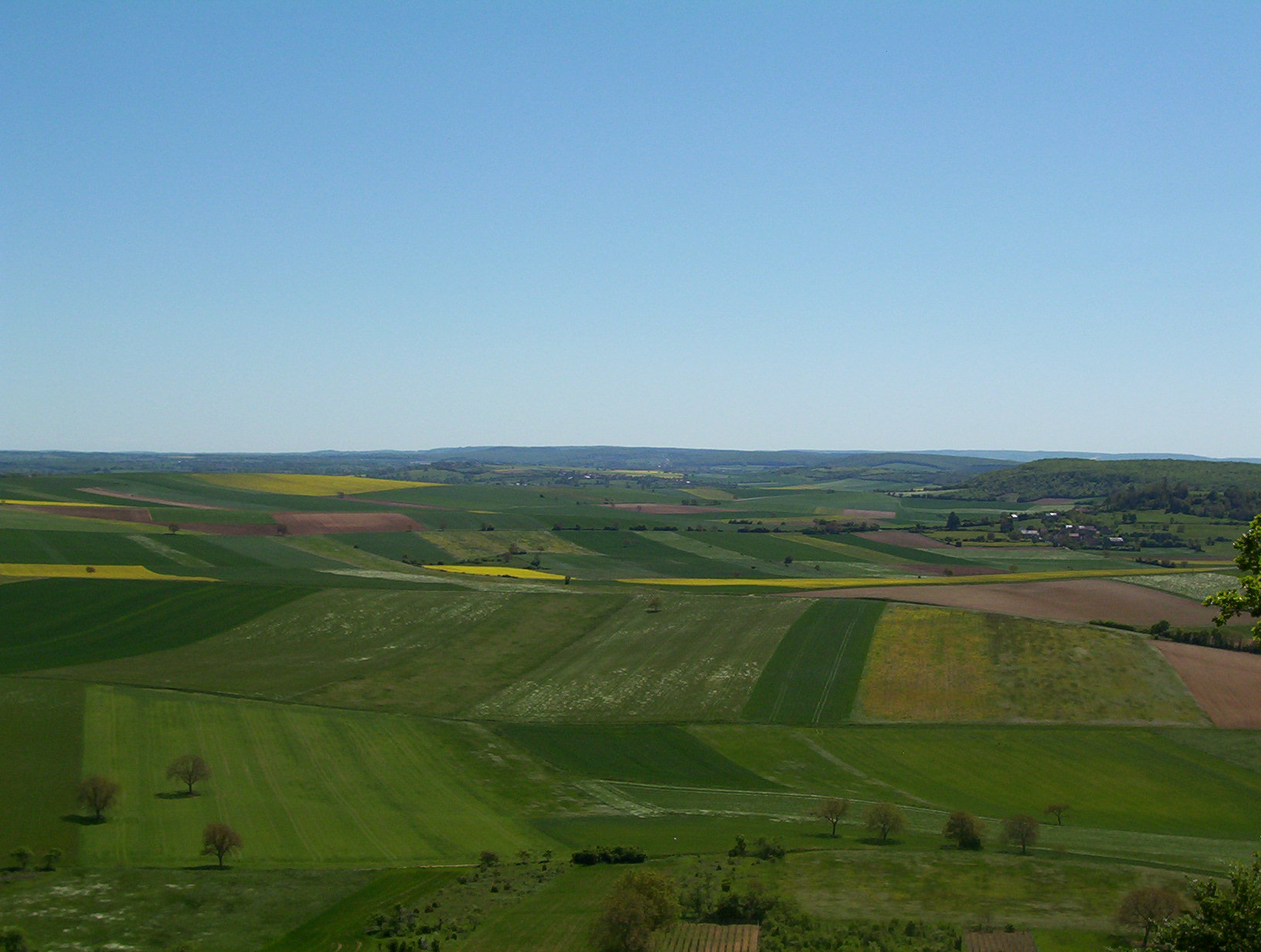
Paysage agricole dans le nord.
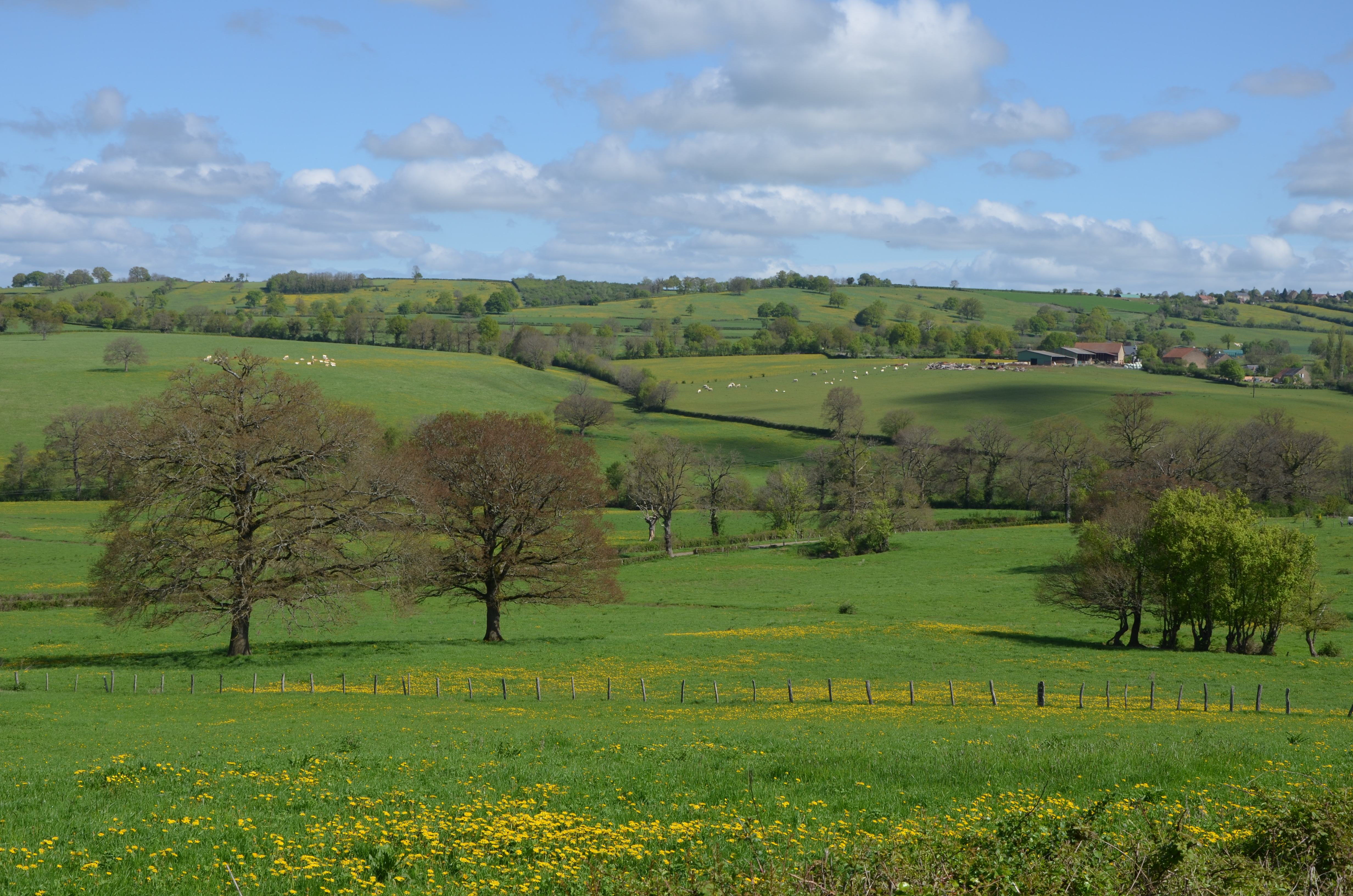
Le début du Morvan à Corbigny, dans le nord-est.
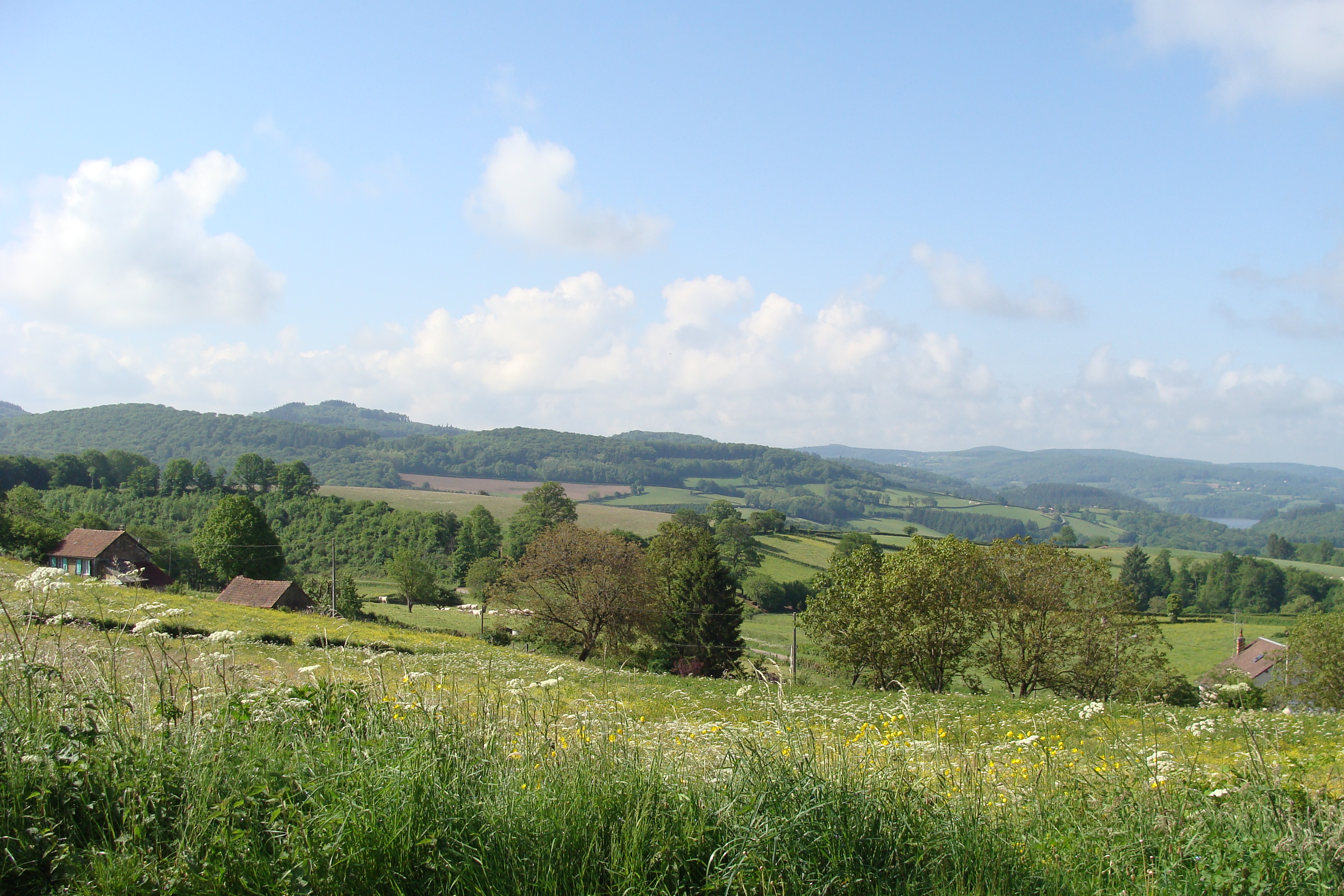
Le Morvan à Ouroux-en-Morvan, dans l'est.

## Hydrographie
- Acolin
- Alène
- Allier
- Aron
- Beuvron
- Canne
- Chalaux
- Cousin
- Cure
- Dragne
- Ixeure
- Loire
- Nièvre
- Nohain
- Veynon
- Yonne

## Sous-sol
Bassins houillers : Sud-Nivernais et Decize-La Machine